# Ryu Jun-yeol
Ryu Jun-yeol (sinh ngày 25 tháng 9 năm 1986) là một nam diễn viên người Hàn Quốc.

## Phim ảnh

### Điện ảnh
| Năm  | Tên phim                                | Vai              |
| ---- | --------------------------------------- | ---------------- |
| 2012 | Nowhere                                 |                  |
| 2013 | INGtoogi: The Battle of Internet Trolls | Gym man          |
| 2014 | Midnight Sun                            | Yong-hoon        |
| 2014 | One-minded                              |                  |
| 2014 | People In a Hurry                       | Jae-hyun         |
| 2014 | Economic Love                           | Ji-hoon          |
| 2014 | Son Na-rae Rescue Operation             | Hyun-woo         |
| 2015 | Socialphobia                            | Yang-ge          |
| 2015 | Draw                                    | Sang-hoon        |
| 2016 | SORI: Voice from the Heart              | Seedless Berries |
| 2016 | No Tomorrow                             | Ji-hoon          |
| 2016 | One Way Trip                            | Ji-gong          |
| 2017 | A Taxi Driver                           | Gu Jae-sik       |
| 2019 | Money                                   | Cho Il-Hyun      |
| 2019 | The Battle: Roar to Victory             | Lee Jang-ha      |
| 2022 | The Night Owl                           | Kyungsoo         |

### Truyền hình
| Năm  | Tên phim         | Vai           | Kênh    |
| ---- | ---------------- | ------------- | ------- |
| 2015 | The Producers    | Joo Jong-hyun | KBS2    |
| 2015 | Lời hồi đáp 1988 | Kim Jung-hwan | tvN     |
| 2016 | Lucky Romance    | Je Soo Ho     | MBC     |
| 2024 | The 8 show       | Bae Jin-soo   | Netflix |

## Giải thưởng
| Năm  | Giải thưởng | Hạng mục                                      | Tác phẩm         |
| ---- | ----------- | --------------------------------------------- | ---------------- |
| 2015 | Baeksang    | Nam diễn viên mới xuất sắc nhất - Truyền hình | Lời hồi đáp 1988 |
| 2023 | Baeksang    | Nam diễn viên xuất sắc nhất (Ảnh đế)          | The night owl    |

## Liên kết
- Ryu Jun-yeol trên Instagram
- Ryu Jun-yeol trên Facebook
- Ryu Jun-yeol trên HanCinema
- Ryu Jun-yeol trên IMDb